# Trilogie du commissaire Betti

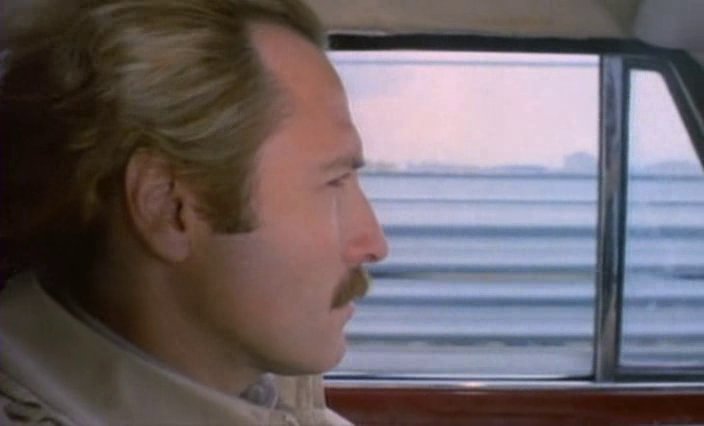
Le commissaire Betti (Maurizio Merli) dans Rome violente.

La trilogie du commissaire Betti (trilogia del commissario Betti en italien) est le nom donné à trois poliziotteschi mettant en scène un personnage fictif créé par Franco Martinelli et Vincenzo Mannino, le commissaire Betti, joué par Maurizio Merli. La trilogie est constituée de Rome violente (Roma violenta), d'Opération casseurs (Napoli violenta) et de Opération jaguar (Italia a mano armata), trois films très populaires sortis entre 1975 et 1976 en Italie.
Le commissaire Betti incarne un flic brutal aux méthodes expéditives pour arrêter les truands et le crime organisé qui sévit dans les années de plomb italiennes. Deux autres films d'Umberto Lenzi mettront en scène le même acteur Mauricio Merli dans un rôle très similaire, le policier Leonardo Tanzi : Brigade spéciale (Roma a mano armata) et Le Cynique, l'Infâme et le Violent (Il cinico, l'infame, il violento).

## Biographie fictive
Betti est un fonctionnaire de la police nationale italienne du grade de commissaire audacieux, téméraire et très devoué à son devoir. Il a des méthodes jugées violentes par ses collègues. Il garde constamment en mémoire la mort tragique de son frère environ deux ans avant les événements relatés dans Rome violente. Depuis lors, il ne sait, selon ses dires, « rien faire d'autre que la police » et son travail est sa raison de vivre. Mis à pied à la fin de Rome violente, il reprend du service après avoir été transféré à Naples dans Opération casseurs.